# Campionat del Món de Trial 1989
La temporada de 1989 del Campionat del Món de trial fou la 15a edició d'aquest campionat, organitzat per la FIM. El calendari oficial constava de 12 proves puntuables, celebrades entre el 21 de març i el 10 de setembre.
Jordi Tarrés va guanyar el segon dels seus set títols mundials. Amb la Beta, el català va dominar clarament el campionat amb un total de deu victòries a les dotze proves puntuables, de manera que va recuperar el títol que li havia pres Thierry Michaud l'any anterior. L'occità fou subcampió i l'any següent va patir una sèrie de lesions que van causar la seva retirada definitiva poc de temps després.

## Novetats
Eddy Lejeune va passar de Merlin, per la qual havia fitxat l'any anterior, a Montesa. El desè lloc final del belga fou el millor resultat d'aquesta marca aquell any. L'anterior número u de Montesa, Philippe Berlatier, va passar a Beta i acabà el mundial en setena posició.

## Sistema de puntuació
Barem de puntuació a partir de 1984:
| Posició | 1  | 2  | 3  | 4  | 5  | 6  | 7 | 8 | 9 | 10 | 11 | 12 | 13 | 14 | 15 |
| Punts   | 20 | 17 | 15 | 13 | 11 | 10 | 9 | 8 | 7 | 6  | 5  | 4  | 3  | 2  | 1  |

## Calendari
| Ronda | Data           | Prova          | Lloc            | Guanyador       |
| ----- | -------------- | -------------- | --------------- | --------------- |
| 1     | 21 de març     | Gran Bretanya  | Bainbridge      | Steve Saunders  |
| 2     | 25 de març     | Irlanda        | Newtownards     | Thierry Michaud |
| 3     | 14 de maig     | Itàlia         | Castelvecchio   | Jordi Tarrés    |
| 4     | 29 de maig     | Estats Units   | Carter Mountain | Jordi Tarrés    |
| 5     | 4 de juny      | Canadà         | Tweed           | Jordi Tarrés    |
| 6     | 25 de juny     | França         | Andon (Caille)  | Jordi Tarrés    |
| 7     | 9 de juliol    | Suïssa         | Biasca          | Jordi Tarrés    |
| 8     | 16 de juliol   | Espanya        | La Seu d'Urgell | Jordi Tarrés    |
| 9     | 30 de juliol   | Àustria        | Markt Piesting  | Jordi Tarrés    |
| 10    | 9 d'agost      | Txecoslovàquia | Topoľčany       | Jordi Tarrés    |
| 11    | 3 de setembre  | Alemanya       | Gefrees         | Jordi Tarrés    |
| 12    | 10 de setembre | Luxemburg      | Warken          | Jordi Tarrés    |

Notes
1. ↑  Al Bosc Nacional Shoshone de Wyoming
2. ↑  A la Baixa Àustria

## Classificació final
| Posició | Pilot              | Motocicleta | Punts |
| ------- | ------------------ | ----------- | ----- |
| 1       | Jordi Tarrés       | Beta        | 223   |
| 2       | Thierry Michaud    | Fantic      | 193   |
| 3       | Diego Bosis        | Aprilia     | 178   |
| 4       | Donato Miglio      | Fantic      | 139   |
| 5       | Steve Saunders     | Fantic      | 129   |
| 6       | Tommi Ahvala       | Aprilia     | 118   |
| 7       | Philippe Berlatier | Beta        | 93    |
| 8       | Amós Bilbao        | Fantic      | 83    |
| 9       | Peter Jahn         | Beta        | 76    |
| 10      | Eddy Lejeune       | Montesa     | 57    |
|         |                    |             |       |
| 14      | Gabino Renales     | Montesa     | 31    |
| 15      | Andreu Codina      | Gas Gas     | 25    |
|         |                    |             |       |
| 18      | Lluís Gallach      | Mecatecno   | 10    |